# Glucose-6-phosphat-Isomerase
Glucose-6-phosphat-Isomerase (GPI) (auch Phosphohexose-Isomerase oder Phosphoglucose-Isomerase, PGI) heißt dasjenige Enzym der Glycolyse, das die Umwandlung von Glucose-6-phosphat (G6P) in Fructose-6-phosphat (F6P) katalysiert. Diese Reaktion ist für alle Lebewesen unentbehrlich, um die Energie in Kohlenhydraten zu verwerten. Außerdem ist die Reaktion umkehrbar, und die umgekehrte Reaktion wird für die Gluconeogenese benötigt. Mutationen am GPI-Gen, das auf Chromosom 19 codiert ist, können Ursache für GPI-Mangel, und dieser verantwortlich für hämolytische Anämie oder schwerere Störungen bereits beim Neugeborenen sein. Nach neuen Untersuchungen ist GPI ein Faktor im Krankheitsgeschehen bei Arthritis und Tumor. Die GPI ist nicht identisch mit der D-Xylose-Isomerase aus dem Abbau von Stärke.

## Struktur
Funktionales GPI ist ein Dimer mit einer Molekülmasse von 64 kDa, das aus zwei identischen Monomeren besteht. Die beiden Monomere interagieren insbesondere durch die beiden Vorwölbungen in einer engen Verankerung. Das aktive Zentrum jedes Monomers wird durch einen Spalt zwischen den beiden Domänen und der Dimergrenzfläche gebildet.
GPI-Monomere bestehen aus zwei Domänen, von denen eine aus zwei separaten Segmenten besteht, die als große Domäne bezeichnet werden und die andere Domäne aus dem dazwischen liegenden Segment, der kleinen Domäne. Die beiden Domänen sind jeweils αβα-Sandwiches, wobei die kleine Domäne ein fünfsträngiges β-Faltblatt enthält, das von α-Helices umgeben ist, während die große Domäne ein sechssträngiges β-Faltblatt enthält. Die große Domäne, die sich am N-Terminus und am C-Terminus jedes Monomers befindet, enthält auch „armartige“ Vorsprünge.
Mehrere Reste in der kleinen Domäne dienen zur Bindung von Phosphat, während andere Reste, insbesondere His388, aus der großen und der C-terminalen Domäne für den durch dieses Enzym katalysierten Schritt der Zuckerringöffnung entscheidend sind. Da die Isomerisierungsaktivität an der Dimergrenzfläche auftritt, ist die Dimerstruktur dieses Enzyms für seine katalytische Funktion entscheidend.
Es wird vermutet, dass die Serinphosphorylierung dieses Proteins eine Konformationsänderung seiner sekretorischen Form hervorruft.

## Eigenschaften
Das Protein hat verschiedene Funktionen innerhalb und außerhalb der Zelle. Im Cytoplasma ist das Protein an der Glykolyse, der Gluconeogenese und dem Pentosephosphatweg beteiligt. Außerhalb der Zelle fungiert es als neurotropher Faktor für spinale und sensorische Neuronen, genannt Neuroleukin. Dasselbe Protein wird auch von Krebszellen ausgeschieden, wo es als autokriner Motilitätsfaktor (AMF) bezeichnet wird und die Metastase stimuliert. Es ist auch bekannt, dass extrazelluläre GPI als Reifungsfaktor fungiert. Nachdem belegt wurde, dass GPI identisch mit dem autokrinen Motilitätsfaktor und mit Neuroleukin ist, können weitere Funktionen des GPI-Proteins genannt werden.
Als neurotrophischer Faktor begünstigt es das Wachstum und die Differenzierung von Spinal- und sensorischen Neuronen. Es kommt in großen Mengen in Muskeln, Gehirn, Herz und Nieren vor. Neuroleukin wirkt auch als Lymphokin, das von durch Lectin stimulierten T-Zellen ausgeschieden wird. Es induziert die Sekretion von Immunglobulin in B-Zellen als Teil einer Reaktion, die Antikörper-sezernierende Zellen aktiviert.
Als AMF aktiviert es den AMF-Rezeptor (AMFR). Auf fortgeschrittenen Tumorzellen wurde eine erhöhte Anzahl dieser Rezeptoren festgestellt. AMF wird von Krebszellen produziert und sezerniert, und stimuliert das Zellwachstum und die Beweglichkeit als Wachstumsfaktor. Es wird angenommen, dass AMF eine Schlüsselrolle bei der Krebsmetastase spielt, indem es die MAPK/ERK- oder PI3K/AKT-Signalwege aktiviert. Im PI3K/AKT-Signalweg interagiert AMF mit dem gp78/AMFR-Komplex, um die Calciumfreisetzung im endoplasmatischen Retikulum (ER) zu regulieren und schützt daher vor Apoptose als Reaktion auf ER-Stress. Aktivierung des AMFR beeinflusst die zelluläre Adhäsion, Motilität, Sprossung und Apoptose.
In einigen Archaeen und Bakterien tritt die Glucose-6-phosphat-Isomerase-Aktivität über ein bifunktionelles Enzym auf, das auch Mannose-6-phosphat-Isomerase-Aktivität (PMI-Aktivität) aufweist. Obwohl es nicht eng mit eukaryotischen GPI verwandt ist, ist das bifunktionelle Enzym ähnlich genug, dass die Sequenz den Cluster von Threonin- und Serinresten enthält, der die Zuckerphosphat-Bindungsstelle bei herkömmlichem GPI bildet. Es wird angenommen, dass das Enzym die gleichen katalytischen Mechanismen für die Glucose-Ringöffnung und die Isomerisierung für die Umwandlung von Glucose-6-phosphat in Fructose-6-phosphat verwendet.

## Mechanismus
Der GPI-Mechanismus zur Umwandlung von Glucose-6-phosphat (Aldose) zu Fructose-6-phosphat (Ketose) besteht aus drei Hauptschritten: Öffnen des Glucose-Rings, Isomerisierung von Glucose zu Fructose über ein Endiolat-Intermediat und Schließen des Fructose-Rings.
 ⇔ 
Glucose-6-phosphat wird zu Fructose-6-phosphat umgelagert und umgekehrt.
Glucose-6-phosphat bindet in seiner Pyranoseform an GPI (1). Der Ring wird durch einen push-pull-Mechanismus von His388, der den C5-Sauerstoff protoniert, und Lys518, der die C1-Hydroxygruppe deprotoniert, geöffnet, weshalb dieser Schritt auch als säurekatalysierte Ringöffnung bezeichnet wird (2). Dadurch entsteht eine offene Aldose. Dann wird das Substrat um die C3-C4-Bindung gedreht, um es für die Isomerisierung zu positionieren. In diesem Moment deprotoniert Glu357 das C2-Atom unter Bildung eines durch Arg272 stabilisierten cis-Endiolat-Intermediats (Basenkatalyse, 3). Zur Vervollständigung der Isomerisierung spendet Glu357 sein Proton, was vorher mit einem Proton der umgebenden Lösung ausgetauscht wurde, an das C1-Atom, die C2-Hydroxygruppe verliert ihr Proton und es entsteht das offenkettige Fructose-6-phosphat (Säurekatalyse, 4). Schließlich wird der Ring geschlossen, indem das Substrat erneut um die C3-C4-Bindung gedreht und die C5-Hydroxygruppe durch His388 deprotoniert wird, weshalb dieser Schritt auch als basenkatalysierte Ringschließung bezeichnet wird (5). Anschließend verlässt das gebildete Produkt (Fructose-6-phosphat in seiner Furanoseform) das aktive Zentrum der Glucose-6-phosphat-Isomerase (6).

Reaktionsmechanismus der Glucose-6-phosphat-Isomerase

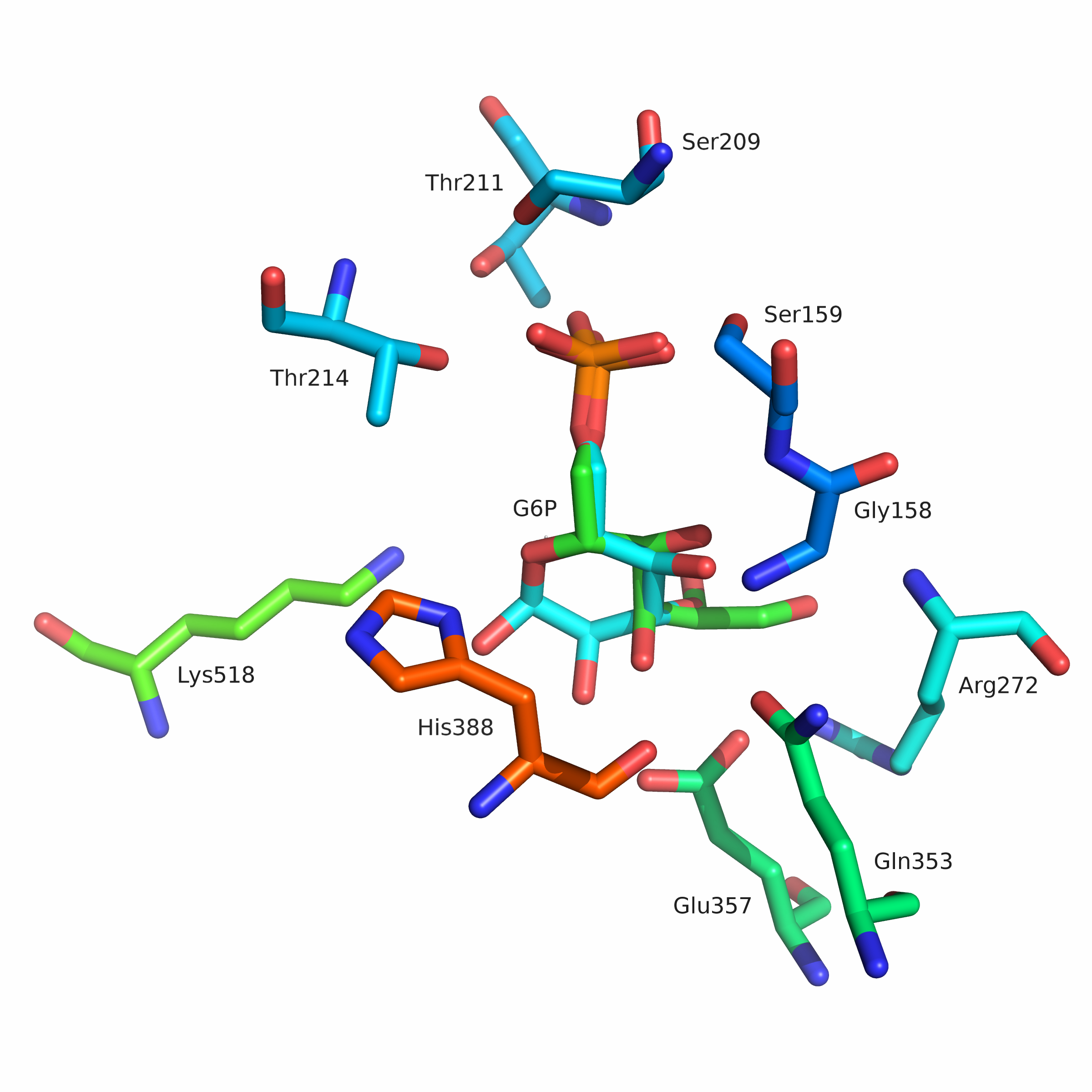
Aktives Zentrum der Glucose-6-phosphat-Isomerase der Hausmaus, nach. Dabei befindet sich das Substrat Glucose-6-phosphat (G6P) in Ring- als auch in offenkettiger Form.

## Pathologie
Neben den aus GPI-Mangel resultierenden erblichen Stoffwechselstörungen ist eine Form von Arthritis bekannt, die als Ursache Autoimmunität gegen GPI hat. Inzwischen weiß man, dass IL-6 und TH17 eine Rolle beim Erwerb dieser Krankheit spielen.
Erhöhte GPI-Werte im Serum wurden als prognostischer Biomarker für Darm-, Brust-, Lungen-, Nieren-, Magen-, Darm- und andere Krebsarten verwendet. Als AMF wird GPI die Regulation der Zellmigration während der Invasion und Metastase zugeschrieben. Eine Studie zeigte, dass die äußeren Schichten von Brusttumor-Sphäroiden (BTS) GPI absondern, was die Epithelial-mesenchymale Transition (EMT), die Invasion und die Metastase bei BTS induziert. Es wurde festgestellt, dass die GPI-Inhibitoren ERI4P und 6PG die Metastase von BTS blockieren, nicht jedoch die BTS-Glykolyse oder die Lebensfähigkeit von Fibroblasten. Außerdem wird GPI ausschließlich von Tumorzellen und nicht von normalen Zellen sezerniert. Aus diesen Gründen könnten GPI-Inhibitoren ein sicherer und zielgerichteterer Ansatz für die Krebstherapie sein.
GPI beteiligt sich auch an einer positiven Rückkopplungsschleife mit HER2, einem wichtigen Target für Brustkrebs, da GPI die HER2-Expression und HER2-Überexpression die GPI-Expression erhöht und so weiter. Infolgedessen führt die GPI-Aktivität wahrscheinlich zu einer Resistenz von Brustkrebszellen gegen HER2-basierte Therapien mit Trastuzumab (Handelsname: Herceptin®) und sollte bei der Behandlung von Patienten als zusätzliches Target betrachtet werden.